# The Beach Boys' Christmas Album
| 전문가 평가                   | 전문가 평가 |
| 평가 점수                     | 평가 점수   |
| 출처                          | 점수        |
| ----------------------------- | ----------- |
| AllMusic                      | [ 1 ]       |
| Encyclopedia of Popular Music | [ 2 ]       |
| The Rolling Stone Album Guide | [ 3 ]       |

《The Beach Boys' Christmas Album》은 1964년 11월 9일에 발매된 미국의 록 밴드 비치 보이스의 일곱 번째 스튜디오 음반이다. 그것은 5곡의 오리지널 노래와 크리스마스 테마 7개의 기준을 포함하고 있다. 이 음반은 후속 크리스마스 시즌 동안 오랫동안 성공을 거두었고, 발매 첫 해에는 미국 빌보드 200 차트에서 6위에 올랐으며 결국 골드로 바뀌었다. 음악사학자 제임스 페론은 이 음반이 "록 시대의 가장 훌륭한 휴일 음반 중 하나로 여겨진다"고 썼다.
리더 브라이언 윌슨이 록 곡을 프로듀싱하고 편곡하는 동안, 그는 딕 레이놀즈 (윌슨이 우상화한 포 프레시맨을 위한 악장)에게 맡기고 41개의 관현악곡을 비치 보이스가 그들의 보컬을 적용할 전통 노래에 편곡했다. 음반에서 한 곡이 발매되었는데, 원곡인 〈The Man with All the Toys〉가 이 그룹의 〈Blue Christmas〉를 리뉴얼하면서 뒷받침되었다. 이미 전년에 발매된 싱글 〈Little Saint Nick〉이 음반에 수록되었다.
1977년 비치 보이스가 《Merry Christmas from the Beach Boys》로 음반을 따라 하려고 했지만, 그들의 레이블에 의해 거절당했다. 크리스마스 음반 전체와 《Merry Christmas》 세션의 선곡은 1998년 컴필레이션 음반 《Ultimate Christmas》를 위해 나중에 모아졌다.

## 배경
이 음반은 브라이언이 녹음 세션에 참석했던 필 스펙터의 《A Christmas Gift for You from Phil Spector》 (1963년)에 대한 반응으로 고안되었다. 그는 〈Santa Claus Is Coming to Town〉라는 노래로 피아노를 연주했지만 수준 미달의 피아노 연주로 스펙터로부터 해고를 당했다. 이 오리지널 음반 커버 사진은 조지 저먼이 캐피틀 포토 스튜디오에서 찍은 것이다. A-사이드는 대부분 브라이언 윌슨과 마이크 러브가 펜으로 쓴 크리스마스를 주제로 한 오리지널 록 곡으로 구성되며 B-사이드는 관현악 반주와 함께 세속적이고 종교적인 크리스마스 기준을 모두 갖춘 것이 특징이다.

## 녹음
〈Little Saint Nick〉을 제외하고, 이 음반의 세션은 《All Summer Long》 음반이 완성된 지 한 달 후인 1964년 6월 18일부터 30일까지 계속되었다. 〈Christmas Day〉는 앨 자딘의 리드 보컬이 돋보이는 첫 번째 비치 보이스 곡이다.
이 음반은 모노와 스테레오로 발매되었고, 엔지니어 척 브리츠가 준비한 스테레오 믹스는 1968년 《Friends》까지 비치 보이스 음반의 마지막 스테레오 믹스가 될 것이다.
〈Jingle Bells〉의 관현악 연주와 보컬 오버덥을 받은 적이 없는 윌슨 원곡 〈Christmas Eve〉는 물론 《All Summer Long》 트랙 〈Little Honda〉와 《The Beach Boys Today!》 싱글 〈Don't Hurt My Little Sister〉가 6월 세션 사이에 녹음됐다.

## 《Ultimate Christmas》
1998년에 발매된 《Ultimate Christmas》는 오리지널 크리스마스 LP의 12곡을 스테레오 형식으로 모두 수록한 모음집이다. 1974년 싱글 〈Child of Winter〉와 이전에 발매되지 않았던 1977년 음반 《Merry Christmas from the Beach Boys》를 포함하여 많은 보너스 트랙이 추가되었다.

## 곡 목록
| #  | 제목                          | 작사·작곡                  | 리드 보컬     | 재생 시간 |
| -- | ----------------------------- | -------------------------- | ------------- | --------- |
| 1. | 〈Little Saint Nick〉         | 브라이언 윌슨, 마이크 러브 | 러브          | 1:59      |
| 2. | 〈The Man with All the Toys〉 | B. 윌슨, 러브              | B. 윌슨, 러브 | 1:32      |
| 3. | 〈Santa's Beard〉             | B. 윌슨, 러브              | 러브          | 1:59      |
| 4. | 〈Merry Christmas, Baby〉     | B. 윌슨, 러브              | 러브          | 2:22      |
| 5. | 〈Christmas Day〉             | B. 윌슨                    | 앨 자딘       | 1:35      |
| 6. | 〈Frosty the Snowman〉        | 스티브 넬슨, 잭 롤린스     | B. 윌슨       | 1:54      |

| #  | 제목                              | 작사·작곡                         | 리드 보컬                       | 재생 시간 |
| -- | --------------------------------- | --------------------------------- | ------------------------------- | --------- |
| 1. | 〈We Three Kings of Orient Are〉  | 존 헨리 홉킨스                    | 러브, B. 윌슨                   | 4:03      |
| 2. | 〈Blue Christmas〉                | 빌리 헤이스, 제이 W. 존슨         | B. 윌슨                         | 3:09      |
| 3. | 〈Santa Claus Is Coming to Town〉 | 존 프레드릭 쿠츠, 헤이븐 길레스피 | B. 윌슨, 러브                   | 2:20      |
| 4. | 〈White Christmas〉               | 어빙 벌린                         | B. 윌슨                         | 2:29      |
| 5. | 〈I'll Be Home for Christmas〉    | 킴 개넌, 월터 켄트, 벅 램         | B. 윌슨                         | 2:44      |
| 6. | 〈Auld Lang Syne〉                | 민요, B. 윌슨 (편곡)              | 그룹, 데니스 윌슨 (스포큰 워드) | 1:19      |